# 王随
王隨（973年—1039年），字子正，河南府（今河南省洛陽市）人。北宋宰相。
宋真宗咸平年間，王隨举进士甲科，歷任將作監丞、同州通判、秘書省著作郎、直史館、判三司磨勘司。任淮南转运使時饑荒，他出庫貸錢給百姓種糧。轉任河東转运使、刑部員外郎兼侍御史，任知制誥，因為不善擬詔，出知應天府、揚州、開封府。宋仁宗為太子，拜右庶子，任知制誥、給事中、知杭州。乾興年間（1022年）復降秘書少監，知通州。王隨後任給事中、龍圖閣直學士，知秦州，改任河南府。天聖年間為御史中丞，同知禮部貢舉，禮部侍郎、翰林侍讀學士。明道二年（1033年），拜戶部侍郎、參知政事。景祐二年（1035年），加吏部侍郎，知樞密院事，不久进门下侍郎、同中书门下平章事、昭文馆大学士、監修國史。王隨為相無所建樹，常和同僚相爭。景祐四年（1037年），被韓琦彈劾，出判河陽。宝元二年（1039年）王隨在河陽去世，追贈中書令，谥章惠，改谥文惠。

## 延伸阅读
[在维基数据编辑]
 《宋史/卷311》，出自脱脱《宋史》